# Катанай
Катанай (каз. Қатанай) — упразднённое село в Мамлютском районе Северо-Казахстанской области Казахстана. Входило в состав Новомихайловского сельского округа. Исключено из учётных данных в 2024 году.
Код КАТО — 595247400.

## География
Находится в 50-ти километрах от районного центра.

## Население
В 1999 году население села составляло 280 человек (131 мужчина и 149 женщин). По данным переписи 2009 года, в селе проживало 82 человека (45 мужчин и 37 женщин).

## История
Село образовалось в 1903 году.